# Guilty All the Same
„Guilty All the Same“ je píseň americké rockové skupiny Linkin Park. Jedná se o třetí skladbu z jejich šestého studiového alba The Hunting Party. Ve skladbě účinkuje americký rapper Rakim. Premiéra proběhla 6. března 2014 na komerční mobilní službě Shazam. Vydána byla jako singl společností Warner Bros. Records 7. března 2014. Píseň si kapela produkovala sama, protože se rozhodla, že pro album nebude mít producenta.

## Videoklip
Videoklip k písni vznikl ve spolupráci skupiny a projektu Spark společnosti Microsoft, takže si jej fanoušci mohou upravit a zremixovat podle svého. Ve verzi od Linkin Park je hlavním hrdinou postava pronásledovaná pocitem viny. Hráč tuto postavu naviguje temným, lehce zlověstným prostředím, když se snaží utéct před silami vlastní viny. Úroveň připomíná mashup mezi závodní mechanikou hry Temple Run a výtvarným stylem hry Badland. Čím lépe si hráč vede, tím bohatší je soundtrack k písni.

## Seznam skladeb
| Digitální stažení | Digitální stažení                   | Digitální stažení |
| Pořadí            | Název                               | Délka             |
| ----------------- | ----------------------------------- | ----------------- |
| 1.                | „Guilty All the Same“ (feat. Rakim) | 5:55              |

## Obsazení

### Linkin Park
- Chester Bennington – zpěv
- Mike Shinoda – klavír, rytmická kytara, klávesy, programování
- Brad Delson – sólová kytara, programování
- Rob Bourdon – bicí, perkuse
- Dave "Phoenix" Farrell – basová kytara, doprovodné vokály
- Joe Hahn – samplování, programování

### Ostatní hudebníci
- Rakim – rap